# Polisportiva Ogan Pescara
La Polisportiva Ogan Pescara è una società polisportiva con sede a Pescara, conosciuta principalmente per la sezione pallamanistica, nominata Prestiter Pescara per motivi di sponsorizzazione. Milita nel girone B di Serie A2, il secondo livello del campionato italiano di pallamano maschile.

## Storia
Fondata nel 2008 da Tatiana Borisova, distaccatasi dall’altra società di pallamano cittadina, l’AS Pescara Handball, il sodalizio della Ogan Pescara si affaccia sul panorama dell’handball italiana partecipando sin da subito a ben cinque campionati federali: Serie B Femminile, Under 18 Femminile, Under 16 Femminile ed Under 14 Maschile e Femminile.
Nel 2020 post pandemia, si iscrive alla Serie B per la prima volta una formazione senior maschile; la stagione è trionfale e si conclude con la promozione in Serie A2.

## Rosa
| N° | Naz.              | Ruolo | Sportivo             | Anno |  |  |
| -- | ----------------- | ----- | -------------------- | ---- |  |  |
| 1  | Italia (bandiera) | P     | Valerio Tornincasa   | 1996 |  |  |
| 15 | Italia (bandiera) | P     | Alessandro Gorilla   | 1991 |  |  |
| 16 | Italia (bandiera) | P     | Federico Di Gregorio | 1995 |  |  |
| 2  | Italia (bandiera) | T     | Manuel Di Marco      | 1986 |  |  |
| 3  | Italia (bandiera) | A     | Alessandro Facchini  | 1988 |  |  |
| 5  | Italia (bandiera) | T     | Matteo Aldamonte     | 1989 |  |  |
| 6  | Italia (bandiera) | A     | Luca Ciaccio         | 1996 |  |  |
| 10 | Italia (bandiera) | T     | Simone Di Gregorio   | 1999 |  |  |
| 12 | Italia (bandiera) | T     | Roberto Pieragostino | 1991 |  |  |
| 17 | Italia (bandiera) | PV    | Michele Pierangeli   | 1993 |  |  |
| 21 | Italia (bandiera) | A     | Simone Falcone       | 1991 |  |  |
| 24 | Italia (bandiera) | T     | Francesco Rigante    | 1993 |  |  |
| 44 | Italia (bandiera) | PV    | Marcello Di Brigida  | 2001 |  |  |
| 71 | Italia (bandiera) | PV    | Marco Ciarrocchi     | 1993 |  |  |
| 75 | Italia (bandiera) | A     | Ludovico Ferri       | 1993 |  |  |
| 77 | Italia (bandiera) | T     | Alessandro Loporcaro | 1988 |  |  |
| 97 | Italia (bandiera) | T     | Alessandro Sabatini  | 1997 |  |  |
|    | Italia (bandiera) | A     | Davide Pellegrini    | 1995 |  |  |
|    | Italia (bandiera) | A     | Tommaso Stella       | 1991 |  |  |
|    | Italia (bandiera) | T     | Lorenzo Mucci        | 1996 |  |  |
|    | Italia (bandiera) | T     | Simone Pellegrini    | 1995 |  |  |